# Calvin Fuller

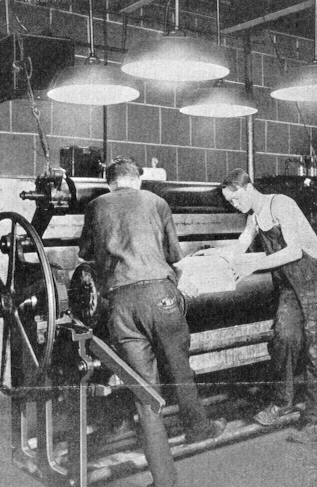
Calvin Fuller (links) aan het werk.

Calvin Souther Fuller (Chicago, 25 mei 1902 – Vero Beach (Florida), 28 oktober 1994 was een Amerikaans natuur- en scheikundige. Hij is bekend als mede-uitvinder van de silicium zonnecel begin jaren 1950.

## Biografie
Fuller bezocht de universiteit van Chicago waar hij in 1929 zijn doctoraat (Ph.D.) behaalde in de fysische scheikunde. In 1930 trad hij in dienst van AT&T's Bell Laboratories in Murray Hill waar hij gedurende 37 jaar aan verbonden bleef, tot aan zijn pensionering in 1967.
Samen met zijn Bell Labs collega's Gerald Pearson en Daryl Chapin stond hij aan de basis van de eerste praktische zonnecel gemaakt van silicium. Hierbij zette hij het werk voort van Russell Ohl, de Bell Labs halfgeleiderpionier. Ohl had naast de pn-overgang in 1939, ook bij toeval het principe van de zonnecel ontdekt, waar hij in 1941 patent op verkreeg.
Zijn belangrijkste prestatie was de ontwikkeling van een methode om zeer zuiver silicium te produceren door alle onzuiverheden te verwijderen via een speciaal smeltproces. Door vervolgens het silicium te doteren met boor verkreeg hij een halfgeleidermateriaal waarmee goed functionerende zonnecellen konden worden gemaakt. In 1954 werd bij Bell Labs hun zonnecel voor het eerst publiekelijk gedemonstreerd. Vanwege de hoge productiekosten worden zonnecellen in eerste instantie alleen toegepast in de ruimtevaart.
Tijdens de Tweede Wereldoorlog reisde Fuller in opdracht van de Amerikaanse overheid per trein door de gehele Verenigde Staten als hoofd onderzoek van synthetisch rubber, dit vanwege de bedreiging van de winbronnen van natuurrubber in het buitenland.

## Erkenning
Voor zijn bijdragen in de ontwikkeling van de zonnecel ontving Fuller enkele belangrijke onderscheidingen, waaronder:
- John Scott-medaille van de stad Philadelphia
- John Price Wetherill-medaille van het Franklin Institute
- Alfred Krupp Award van de universiteit van Heidelberg

In 2008 werd hij, samen met Pearson en Chapin, postuum opgenomen in de National Inventors Hall of Fame.